# Toto e Tata
Toto e Tata sono due personaggi di un popolare cartone animato pubblicitario che hanno animato il Carosello televisivo negli anni sessanta. Reclamizzavano i prodotti Motta.

## Produzione
Vennero realizzati dal disegnatore Paul Campani, coadiuvato da Massimino Garnier, autore e creativo della Paul Film di Modena, e andarono in onda dal 1961 al 1965. Le voci dei due bambini erano quelle di Elio Pandolfi (Toto) e di Isa Di Marzio (Tata). Nel 1963 Toto e Tata vennero anche rappresentati in una collana di fumetti e nel 1967 furono riproposti in un'edizione della trasmissione radiofonica Gran varietà.
Nei primi anni sessanta, la Pathé pubblicò alcuni 7" contenenti delle fiabe sonore con protagonista la coppia di Toto e Tata, interpretati dai rispettivi doppiatori, Pandolfi e la Di Marzio.

## Discografia parziale

### Singoli
- 1962 - Toto e Tata sulla Luna
- 1962 - Toto e Tata fra i cannibali
- 1964 - Toto e Tata e l'uovo di Pasqua